# Verso octossílabo
Verso octossílabo, em uma composição poética, é o verso que apresenta oito sílabas poéticas.
Os ritmos mais comuns num verso octossílabo são o tetrâmetro iâmbico, onde todas as sílabas pares são tônicas,

Amor que vai... amor que vem...

um mundo novo a cada passo,

um passo firme, passo certo,

amor eterno a cada vez...
e o dímetro peônico, com tonicidade nas sílabas 4 e 8
A rubra cor da tua face,

o teu olhar, o teu sorrir,

um mundo novo, eterno amor,

me quedo mudo, a contemplar...
ou um misto dos dois ritmos
Estrelas mudam de lugar,

Chegam mais perto só pra ver

E ainda brilham de manhã

Depois do nosso adormecer

E na grandeza desse instante

O amor cavalga sem saber

Que na beleza dessa hora

O Sol espera pra nascer.